# 斷線溪脂鯉
斷線溪脂鯉，為輻鰭魚綱脂鯉目脂鯉亞目頂器脂鯉科的其一種，分布於南美洲巴西東南部低地的沿岸淡水流域，體長可達5.3公分，棲息在底中層水域，生活習性不明。